# گورستان زه در
قبرستان زه در مربوط به دوره قاجار است و در شهرستان سرباز، بخش پیشین، دهستان جکیگور، ۲ کیلومتری جنوب روستای زه در واقع شده و این اثر در تاریخ ۲۷ اسفند ۱۳۸۶ با شمارهٔ ثبت ۲۲۶۹۴ به‌عنوان یکی از آثار ملی ایران به ثبت رسیده است.